# Protokół HART
Protokół HART (ang. Highway Addressable Remote Transducer) – protokół komunikacyjny sieci przemysłowych.
W 1986 roku firma Rosemount wprowadziła na rynek tzw. inteligentne przetworniki pomiarowe, które poza generowaniem prądowego sygnału pomiarowego 4-20 mA, komunikowały się przy pomocy tzw. protokołu HART. Protokół ten umożliwiał zmianę zakresu i diagnostykę urządzeń.
Działa w oparciu o standard Bell 202, przetworniki tego typu mogą pracować w trybie analogowym i cyfrowym, jednak w przypadku komunikacji cyfrowej czasy odpowiedzi są bardzo wolne, dlatego komunikacja ta służy głównie do zmiany nastaw i diagnostyki.
Jest on dzisiaj standardem komunikacji urządzeń pomiarowych w przemyśle. 

Obecnie protokół ten wykorzystują wszyscy producenci aparatury m.in. Emerson, Yokogawa, ABB, MSA czy Endress+Hauser.
W celu koordynacji działań oraz właściwego stosowania powołano fundację skupiającą producentów aparatury HART Foundation.